# Cipriano Barace
Cipriano Barace foi um jesuíta que fundou a redução que deu origem à cidade de Trindade que é, atualmente, a capital do Departamento de Beni (Bolívia). Nasceu em 1641, em Isaba (Roncal, Navarra, Espanha); e morreu  no dia 16 de setembro de 1702, na fronteira entre a Bolívia e o Brasil.

## Biografia
Era filho de Pedro Barace Sumarguillea e Maria Barace Mainz.
Foi o terceiro dos filhos daquela família a seguir uma vocação religiosa. Um dos seus irmãos que já era religioso, Pascoal, ajudou a pagar seus estudos de Filosofia em Valência.
Porém, chegou um momento no qual Pascoal não pode mais ajudar e Cipriano conseguiu continuar seus estudos de teologia empregando-se na casa de um médico.
Em 1673, foi ordenado em Lima (Peru).
Em 1674, foi enviado a Moxos, onde os jesuítas pretendiam fundar missões.
Em 28 de julho de 1675, partiu de uma expedição de Santa Cruz de la Sierra, dirigida pelo padre Pedro Marbán, e da qual também participavam o irmão José del Castillo e um nativo da etnia moja, que serviria como intérprete, que desceu o curso do Rio Guapai em uma canoa.
Explorou afluentes do Rio Madeira, como os rios Mamoré, Iténez e Beni, entre outros. 
Enquanto isso o Padre Marbán, escrevia a primeira gramática da língua moja.
Em 25 de março de 1682, fundou a Redução Jesuítica de Nossa Senhora de Loreto, nas margens do Rio Mamoré, que agrupava mojos.
Algum tempos após a fundação, a redução já contava com dois mil habitantes, circunstância que fez surgir um grave problema de abastecimento, pois, com os recursos disponíveis, as terras vizinhas não conseguiam alimentar tanta gente reunida.
Nesse contexto, acompanhado de alguns nativos, viajou, remando 400 Km de rio acima, até Santa Cruz de la Sierra para trazer gado bovino, sementes, arados e outras coisas úteis para a Redução de Nossa Senhora de Loreto.
Em Santa Cruz conseguiu, por meio de doações, 200 cabeças de gado bovino.
O desafio seguinte foi levar o gado até a redução. O caminho fluvial era muito perigoso, pois não tinha a disposição embarcações adequadas para transportar gado em um rio cheio de jacarés, razão pela qual preferiu transportar o gado por terra em um caminho cheio de obstáculos. Após 54 dias de marcha, conseguiu chegar ao destino, trazendo um rebanho reduzido à 84 cabeças, que se adaptaram bem naquela região, que atualmente tem um rebanho com cerca de dois milhões de cabeças, muitos descendentes do rebanho conduzido por Barace.
Em 1686 , quando a Redução Jesuítica de Nossa Senhora de Loreto estava consolidada, decidiu iniciar os trabalhos para fundar outra redução, também nas margens do Rio Mamoré, 14 léguas rio abaixo (ao norte), em um lugar solitário onde viva um nativo em sua cabana. Nesse lugar, aos poucos conseguiu agrupar outras famílias de mojos para formar uma nova redução. Essa redução seria denominada como "Santíssima Trindade" e daria origem à cidade de Trindade que é, atualmente, a capital do Departamento de Beni.
Descobriu o Caminho de Coroyco, que era utilizado pelos incas, que permitia chegar à Lima em apenas 15 dias de viagem.
Também fez contato com nativos das etnias:
1. tapacura, que habitavam a 40 léguas a leste de Mojos, na fronteira do Chaco, onde aprendeu a língua guarani; e
2. bauré, que habitavam terras que atualmente pertence ao Brasil, onde morreu[3].

## Obras
Escreveu obras como:
1. "Misión de los Mojos";
2. "Arte, vocabulario, confesionario, catecismo y cantos sagrados en lengua moja";
3. "Estado floreciente de las Misiones de Mojos y sus vecinos";
4. "Experiencias y correrías a varias naciones de infieles, vecinas a los Majos";
5. "Del gran fruto que se hace en el pueblo de San Javier de los Coseremonos";
6. "Costumbres y vida de los indios Chiriguanos, con algunas apuntaciones sobre su lengua";
7. "Fundación de la misión de Nuestra Señora de Loreto de los indios Mojos";
8. "Del nuevo pueblo que acaba de fundarse en Mojos bajo la advocación de la Santísima Trinidad";
9. "Memorial de las esperanzas que hay de introducir nuestra Santa Fe en la nación de Chapacuras";
10. "Cánticos en honra de la Virgen Nuestra Señora en lengua castellana y moja, para uso de los indios"; e
11. "Relación de la Provincia de Mojos conservada en el Archivo Romano de la Compañía de Jesús", essa em co-autoria com Pedro Marbán e José Castillo[3].